# HMS Intrepid (L11)
La HMS Intrepid (Pennant number L11) fu una nave della Royal Navy in servizio dal 1967 al 1999, ottava unità nella storia britannica a portare questo nome.
La classe Fearless di navi da sbarco (landing platform dock - LPD) della Royal Navy era composta da due unità gemelle, Fearless e Intrepid.
Come la gemella Fearless fu una nave da sbarco con bacino allagabile, tra le prime costruite allo scopo; venne impostata e realizzata nei cantieri Harland & Wolff di Belfast (dai quali uscì anche ad esempio il Titanic).
Era dotata di ponte di volo per 5 elicotteri da trasporto truppe e ospitava 4 LCU (Landing Craft Utility) e 4 LVTP.

## Servizio

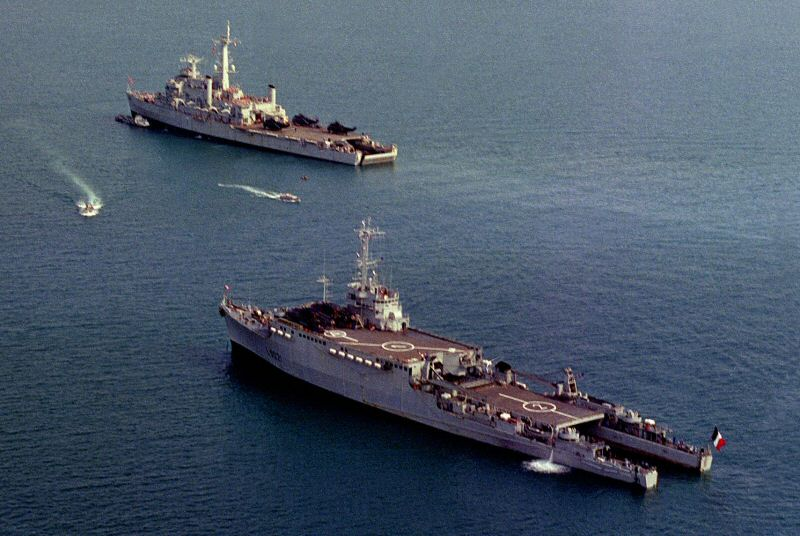
La Intrepid vicino alla nave francese da sbarco Ouragan durante una esercitazione congiunta anglo-francese

Durante il suo servizio partecipò alla guerra delle Falkland nel 1982 dove venne usata durante l'assalto anfibio a San Carlos, trasportando 1000 marines della 3 Commando Brigade, 15 veicoli corazzati e fino a 4 elicotteri Westland Lynx. Fu l'ultima nave del gruppo anfibio a raggiungere la squadra in quanto prima dello scoppio della guerra era stata posta in stato di riserva in attesa della radiazione, per essere venduta all'Argentina, ed allo scoppio delle ostilità venne rimessa in servizio in tutta fretta ed affidata al comando del capitano Peter Dingemans. Raggiunto il gruppo anfibio sotto il comando del commodoro Mike Clapp entrò col resto della forza d'assalto nelle acque dello stretto di San Carlos e fu bersaglio di attacchi aerei argentini il 25 maggio con alcune perdite a bordo, principalmente tra i Royal Marines, e successivamente allo sbarco a Bluff Cove del 6 giugno. La cessazione delle ostilità venne sottoscritta proprio sul suo ponte tra il comandante della guarnigione argentina sulle isole Falkland, generale Mario Menendez, e il comandante della forza da sbarco britannica, generale Jeremy Moore
Nel 1990 venne rimessa in riserva e nel 1999 radiata dai ruoli. Venne rottamata nel 2008 recuperandone 11000 t di acciaio, rame ed alluminio, nonostante le richieste dei veterani che la volevano trasformata in nave museo.